# Haley James Scott
Haley James Scott er en fiktiv person i tv-serien One Tree Hill. Hun spilles af den amerikanske skuespillerinde Bethany Joy Lenz (i en periode krediteret som Bethany Joy Galleotti). Haley er Lucas Scotts bedste ven og svigerinde, Nathan Scotts kone, mor til James Lucas Scott og Lydia Bob Scott.